# Горно Хърсово
Го̀рно Хъ̀рсово е село в Югозападна България. То се намира в община Благоевград, област Благоевград.

## География
Село Горно Хърсово се намира в източно от Благоевград в западните склонове на Рила.

## История
До 1971 година името на селото е Хърсово.
В 1891 година Георги Стрезов пише за селото:
| „ | Хърсово, с 36 къщи, българе. Разположено е в полите на Рила на С от Джумая. | “ |

Училището в Хърсово е построено със средства на селяните в началото на XX век, като пръв учител става училият в Солунската гимназия хърсовец Яне Тасков Мицков.
Църквата в селото „Възнесение Господне“ е построена по инициатива на свещеник Иван Парашкански в 1922 година и е обновена в 2019 година.

## Население
Към 1900 година според статистиката на Васил Кънчов („Македония. Етнография и статистика“) населението на Ръсово брои 490 души, от които 240 българи-християни и 250 власи.
Численост на населението според преброяванията през годините:
| \| Година на преброяване \| Численост \| \| --------------------- \| --------- \| \| 1934 \| 713 \| \| 1946 \| 692 \| \| 1956 \| 677 \| \| 1965 \| 233 \| \| 1975 \| 154 \| \| 1985 \| 81 \| \| 1992 \| 131 \| \| 2001 \| 115 \| \| 2011 \| 78 \| \| 2021 \| 111 \| |           |
| Година на преброяване | Численост |
| 1934 | 713       |
| 1946 | 692       |
| 1956 | 677       |
| 1965 | 233       |
| 1975 | 154       |
| 1985 | 81        |
| 1992 | 131       |
| 2001 | 115       |
| 2011 | 78        |
| 2021 | 111       |

### Етнически състав

#### Преброяване на населението през 2011 г.
Численост и дял на етническите групи според преброяването на населението през 2011 г.:
|                     | Численост |
| Общо                | 78        |
| Българи             | 78        |
| Турци               | 0         |
| Цигани              | 0         |
| Други               | 0         |
| Не се самоопределят | -         |
| Неотговорили        | 0         |

## Събития
На Спасовден всяка година в селото има събор, а на Малка Богородица се дава курбан в местния параклис.

## Личности
Родени в Горно Хърсово
- Тома Костандинов (? - 1922), български революционер, убит от дейци на ВМРО в Крупник при междуособиците в революционното движение[10]